# Brunettes Shoot Blondes
Brunettes Shoot Blondes  är ett ukrainskt indierockband från Kryvyj Rih i Ukraina som bildades i början av 2010.
Gruppen fick internationellt erkännande i september 2014 tack vore den animerade musikvideon till låten "Knock Knock". Videon blev viral med mer än fem miljoner visningar  på Youtube i 10 dagar. I början av 2015 har bandet utvecklat sin unik stil av musikvideo med videon för låten "Bittersweet", gjord i samarbete med den tyska biltillverkaren Opel. Brunettes Shoot Blondes har för tillfället inget kontrakt med något skivbolag, i stället befordrar sig bandet självständigt.

## Karriär
Sedan 2011 har Brunettes Shoot Blondes turnerat mycket i deras hemland Ukraina och i  några europeiska länder. Gruppen har spelat vid flera av festivaler, inklusive Wybieram Wschod   (Poznań, Polen), OstAnders 2013 (Nürnberg, Tyskland) och Eastern Hipsters  (Białystok, Polen, 2014. År 2011 deltog de även i BalconyTV projektet i Poznań. Bandet fortsätter att skriva nytt låtmaterial och  skapa musikvideor, däremellan framträdanden på ukrainska tv-kanaler.
Brunettes Shoot Blondes har också samarbetat med kända kommersiella varumärken för att göra musik för reklam, inklusive Watsons (låten You Broke My Heart) och Nova Poshta (låten: Tomorrow and Nothing At All). Musikvideon till låten "Bittersweet" har producerats i samarbete med tyska biltillverkaren Opel.

### "Knock Knock"
I september 2014 släppte Brunettes Shoot Blondes på Youtube en ny musikvideo till deras låt "Knock Knock". Berättelsen har en animerad kärlekshistoria av en kanin och en flicka,  spelade in i realtid med 14 Apple Iphones, Ipads och Macbooks. Den producerades av bandets medlemmar med bandets frontman Andrew Kovaliov som videoregissör . Videon fick mer än 600 000 Youtube visningar under de första fem dagar efter den laddades upp. I april 2015 blev denna siffra mer än sju miljoner. Videon delades också ut på Facebook och fick över 26 miljoner visningar och 800 000.
I oktober 2014 toppade videon Youtube i kategorin "'New performers «Emerging Artists From Across the Globe»". Olika internationella medier intervjuade bandet efter utsläppningen av "Knock Knock" inklusive Billboard, Yahoo!, The Daily Mirror, Rolling Stone, Mashable, Business Insider, Daily Mail, USA Today, The Verge, Dezeen et Huffington Post.
I maj 2015 vann musikvideon "Knock Knock" priset för det bästa konceptet på Berlin Music Video Award 2015.
Bandets framgång erkändes av den ukrainska presidentens administration, så att frontmanen Andrew Kovaliov blev en av de första ukrainska medborgare som fick det biometriska pass. Kovaliov tror att videon har förbättrat Ukrainas internationella anseende och relationer inom Europeiska unionen, och säger att "alla borde egentligen göra allt de kan för att göra vårt land starkare, för att visa att vi är ett europeiskt land och att vi har saker att göra för detta land "

### "Bittersweet"
I början av 2015 släppte Brunettes Shoot Blondes det debut-EP "Bittersweet". Albumet innehåller fyra låtar, inklusive de välkända singlar "Knock Knock" och "Bittersweet".
Frontmannen Andrew Kovaliov säger: "EP" Bittersweet "är bandets första release i vilket vi investerade massor av styrka och inspiration. Det mesta av materialet spelades in i studion i Warszawa och Kiev ". Låten är producerad i samarbete med den tyska reklambyrån Scholz & Friends och tyska biltillverkaren Opel. Videon utvecklar användningen av en "bild i bild" effekt som används i videon till "Knock Knock" – effekten är att filmbilderna utförs direkt från skärmarna av enheter utan redigering.

## Diskografi

### EP
- 2015 — Bittersweet

### Singlar
- "I Don't Know"
- "You Broke My Heart"
- "You've Got To Move"
- "Cigarette Day"
- "Sarah"
- "One, Two, Three, Girl"

## Musikvideor
| År   | Video          | Direktör          | Album       |
| ---- | -------------- | ----------------- | ----------- |
| 2013 | «I Don't Know» | Denis Breslavskiy | —           |
| 2014 | «Knock Knock»  | Andrew Kovaliov   | Bittersweet |
| 2014 | «Bittersweet»  | Andrew Kovaliov   | Bittersweet |